# Harfleur
Harfleur és un municipi francès situat al departament del Sena Marítim i a la regió de Normandia. L'any 2007 tenia 8.124 habitants.

## Demografia

### Població
El 2007 la població de fet de Harfleur era de 8.124 persones. Hi havia 3.443 famílies de les quals 1.095 eren unipersonals (407 homes vivint sols i 688 dones vivint soles), 976 parelles sense fills, 1.070 parelles amb fills i 302 famílies monoparentals amb fills.
La població ha evolucionat segons el següent gràfic:
Habitants censats

### Habitatges
El 2007 hi havia 3.629 habitatges, 3.510 eren l'habitatge principal de la família, 3 eren segones residències i 116 estaven desocupats. 1.473 eren cases i 2.057 eren apartaments. Dels 3.510 habitatges principals, 1.375 estaven ocupats pels seus propietaris, 2.094 estaven llogats i ocupats pels llogaters i 41 estaven cedits a títol gratuït; 167 tenien una cambra, 372 en tenien dues, 1.173 en tenien tres, 945 en tenien quatre i 853 en tenien cinc o més. 1.534 habitatges disposaven pel capbaix d'una plaça de pàrquing. A 1.786 habitatges hi havia un automòbil i a 967 n'hi havia dos o més.

### Piràmide de població
La piràmide de població per edats i sexe el 2009 era:
| Homes | Edats   | Dones |
| ----- | ------- | ----- |
| 4     | 95 o +  | 4     |
| 8     | 90 a 94 | 12    |
| 36    | 85 a 89 | 40    |
| 40    | 80 a 84 | 68    |
| 128   | 75 a 79 | 236   |
| 148   | 70 a 74 | 200   |
| 132   | 65 a 69 | 228   |
| 204   | 60 a 64 | 164   |
| 196   | 55 a 59 | 188   |
| 284   | 50 a 54 | 304   |
| 332   | 45 a 49 | 332   |
| 276   | 40 a 44 | 292   |
| 268   | 35 a 39 | 316   |
| 368   | 30 a 34 | 348   |
| 361   | 25 a 29 | 352   |
| 244   | 20 a 24 | 252   |
| 340   | 15 a 19 | 272   |
| 292   | 10 a 14 | 316   |
| 224   | 5 a 9   | 292   |
| 224   | 0 a 4   | 224   |

## Economia
El 2007 la població en edat de treballar era de 5.323 persones, 3.826 eren actives i 1.497 eren inactives. De les 3.826 persones actives 3.339 estaven ocupades (1.829 homes i 1.510 dones) i 487 estaven aturades (205 homes i 282 dones). De les 1.497 persones inactives 424 estaven jubilades, 508 estaven estudiant i 565 estaven classificades com a «altres inactius».

### Ingressos
El 2009 a Harfleur hi havia 3.473 unitats fiscals que integraven 8.085,5 persones, la mediana anual d'ingressos fiscals per persona era de 16.857 €.

### Activitats econòmiques
Dels 318 establiments que hi havia el 2007, 2 eren d'empreses extractives, 7 d'empreses alimentàries, 4 d'empreses de fabricació de material elèctric, 14 d'empreses de fabricació d'altres productes industrials, 26 d'empreses de construcció, 59 d'empreses de comerç i reparació d'automòbils, 12 d'empreses de transport, 22 d'empreses d'hostatgeria i restauració, 4 d'empreses d'informació i comunicació, 19 d'empreses financeres, 7 d'empreses immobiliàries, 33 d'empreses de serveis, 96 d'entitats de l'administració pública i 13 d'empreses classificades com a «altres activitats de serveis».
Dels 66 establiments de servei als particulars que hi havia el 2009, 1 era una comissaria de policia, 1 oficina d'administració d'Hisenda pública, 2 oficines del servei públic d'ocupació, 1 oficina de correu, 7 oficines bancàries, 2 funeràries, 2 tallers de reparació d'automòbils i de material agrícola, 3 autoescoles, 2 paletes, 4 guixaires pintors, 5 fusteries, 3 lampisteries, 6 electricistes, 1 empresa de construcció, 8 perruqueries, 1 veterinari, 6 agències de treball temporal, 7 restaurants, 2 agències immobiliàries i 2 salons de bellesa.
Dels 34 establiments comercials que hi havia el 2009, 2 eren supermercats, 2 grans superfícies de material de bricolatge, 1 una gran superfície de material de bricolatge, 3 botiges de menys de 120 m², 7 fleques, 4 carnisseries, 1 una botiga de congelats, 2 llibreries, 2 botigues de roba, 2 botigues d'equipament de la llar, 2 sabateries, 1 una sabateria, 1 una botiga de material esportiu, 1 un drogueria i 3 floristeries.

## Equipaments sanitaris i escolars
El 2009 hi havia 1 hospital de tractaments de curta durada, 1 hospital de tractaments de mitja durada (seguiment i rehabilitació, 1 centre d'urgències, 1 maternitat, 3 farmàcies i 1 ambulància.
El 2009 hi havia 3 escoles maternals i 3 escoles elementals. Harfleur disposava d'un col·legi d'educació secundària amb 530 alumnes.

## Poblacions més properes
El següent diagrama mostra les poblacions més properes.